# 中川源吾
中川 源吾（なかがわ げんご、弘化4年8月18日（1847年9月27日） - 大正12年（1923年5月26日）は、琵琶湖の水産業者、水産資源保護のため養殖を推進した。

## 生涯
中川源吾は、弘化4年8月18日（1847年9月27日）近江高島郡百瀬村大字知内（現滋賀県高島市マキノ町知内）の農家に生まれた。幼少時より水産に興味を持ち、明治8（1875年）知内川漁場取締人になった。明治14年（1881年）滋賀県高島郡に高島郡水産蕃殖会を設立に参加し、後年近江水産組合の取締役になった。
明治以降琵琶湖水産資源の乱獲から漁獲高が次第に減少するに及び、源吾は漁獲制限と水産資源の繁殖の必要性を説いてまわり、初めは多くの漁民から漁獲制限に対し反対していたが、組合規約を定め、禁漁区を設けることで徐々に禁漁を実行していった。高島郡水産蕃殖会設立後、琵琶湖に複数のと養魚場を建設していった。明治16年（1883年）知内養魚場を開き、犬上郡福満村（現彦根市）に養鯉場、野洲郡兵主村（現野洲市）に養魚場を設置、そして『琵琶湖水産11年計画』の立案にも従事した。明治40年（1907年）知内養魚場100万匹の琵琶（ビワマス）の人工孵化に成功し、皇室御料池・国内各地からフィリピン・アメリカにまで鯇卵・稚魚を要請に応じて送った。
養殖場の見学者があれば細かく説明を行い、また後年高島郡教育会の委嘱をうけて『琵琶湖水産誌』を刊行するなど、水産教育にも尽力した。真冬にも養魚場で自ら見回りを行ったと言う。大正2年（1913年）老齢から職を辞し、大正12年（1923年）5月26日死去した。

## 関連事項
著書
- 「琵琶湖水産誌」（中川源吾・饗庭喜代蔵編 鵜飼元  1911年）